# Seventh Tree
Seventh Tree es el cuarto disco de estudio del dúo electrónico inglés Goldfrapp, publicado por Mute Records, el 25 de febrero de 2008 y un día después en Estados Unidos.
Los integrantes de Goldfrapp han descrito el disco como un contrapunto sensual al glamour de las bolas brillantes de discoteca de Supernature, su último disco de estudio, de 2005. Afirman que se inspiraron en el paganismo y en los cuentos ingleses surrealistas para niños.
El primer sencillo del disco, A&E, fue lanzado el 11 de febrero de 2008, metiéndose en el top 10 del Reino Unido. El disco también escaló altas posiciones en la lista de Reino Unido, alcanzando el puesto 2, a pesar de haber sido filtrado en internet en noviembre de 2007, tres meses antes de su fecha de lanzamiento oficial. Recibió la certificación como disco de oro en el Reino Unido, otorgado por la British Phonographic Industry.

## Listado de canciones
Todas las canciones fueron compuestas por Alison Goldfrapp y Will Gregory
1. "Clowns" – 4:10
2. "Little Bird" – 4:26
3. "Happiness" – 4:18
4. "Road to Somewhere" – 3:53
5. "Eat Yourself" – 4:08
6. "Some People" – 4:42
7. "A&E" – 3:15
8. "Cologne Cerrone Houdini" – 4:27
9. "Caravan Girl" – 4:07
10. "Monster Love" – 4:22

## Edición iTunes conbonus tracks
1. "You Never Know" (Live in London)
2. "Clowns" (Instrumental) (pre-order)

## Edición Vinilo
Lado A
1. "Clowns" – 4:10
2. "Little Bird" – 4:26
3. "Happiness" – 4:18
4. "Road to Somewhere" – 3:53
5. "Eat Yourself" – 4:08

Lado B
1. "Some People" – 4:42
2. "A&E" – 3:15
3. "Cologne Cerrone Houdini" – 4:27
4. "Caravan Girl" – 4:07
5. "Monster Love" – 4:22

## Edición Deluxe (CD + DVD)
CD
1. "Clowns" – 4:10
2. "Little Bird" – 4:26
3. "Happiness" – 4:18
4. "Road to Somewhere" – 3:53
5. "Eat Yourself" – 4:08
6. "Some People" – 4:42
7. "A&E" – 3:15
8. "Cologne Cerrone Houdini" – 4:27
9. "Caravan Girl" – 4:07
10. "Monster Love" – 4:22

DVD
1. A Short Film
2. "A&E" Video musical

Extras
1. Libro con letras de las canciones y dibujos de Alison Goldfrapp
2. 4 Postales
3. 1 Póster Desplegable

## Edición Especial (CD + DVD)
CD
1. "Clowns" – 4:10
2. "Little Bird" – 4:26
3. "Happiness" – 4:18
4. "Road to Somewhere" – 3:53
5. "Eat Yourself" – 4:08
6. "Some People" – 4:42
7. "A&E" – 3:15
8. "Cologne Cerrone Houdini" – 4:27
9. "Caravan Girl" – 4:07
10. "Monster Love" – 4:22

DVD
Concierto en vivo en De La Warr Pavilion, Bexhill-on-Sea
1. "Clowns" (Instrumental) / Behind the Scenes
2. "Happiness"
3. "You Never Know"
4. "Caravan Girl"
5. "Monster Love"
6. "Little Bird"

Videos
1. "A&E"
2. "Happiness"
3. "Caravan Girl"

TV performances
1. "Clowns"
2. "Road to Somewhere"

Esta edición consta de un cartón desplegable en la caja del CD (con una cubierta nueva) y el interior del librito consta de la tapa original (Alison y el look de pirata), con dos fotos nuevas: una de Will y una Alison (con el look del payaso) y de plus el póster desplegable del interior es una foto nueva, donde Alison sale vestida con un mameluco con colores en el bosque.